# Diocesi di Nantes

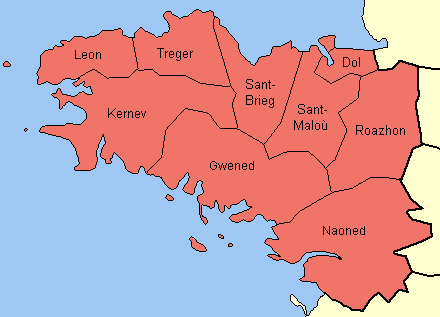
Le diocesi storiche della Bretagna prima della rivoluzione francese: quella di Nantes è indicata con il nome bretone di Naoned.

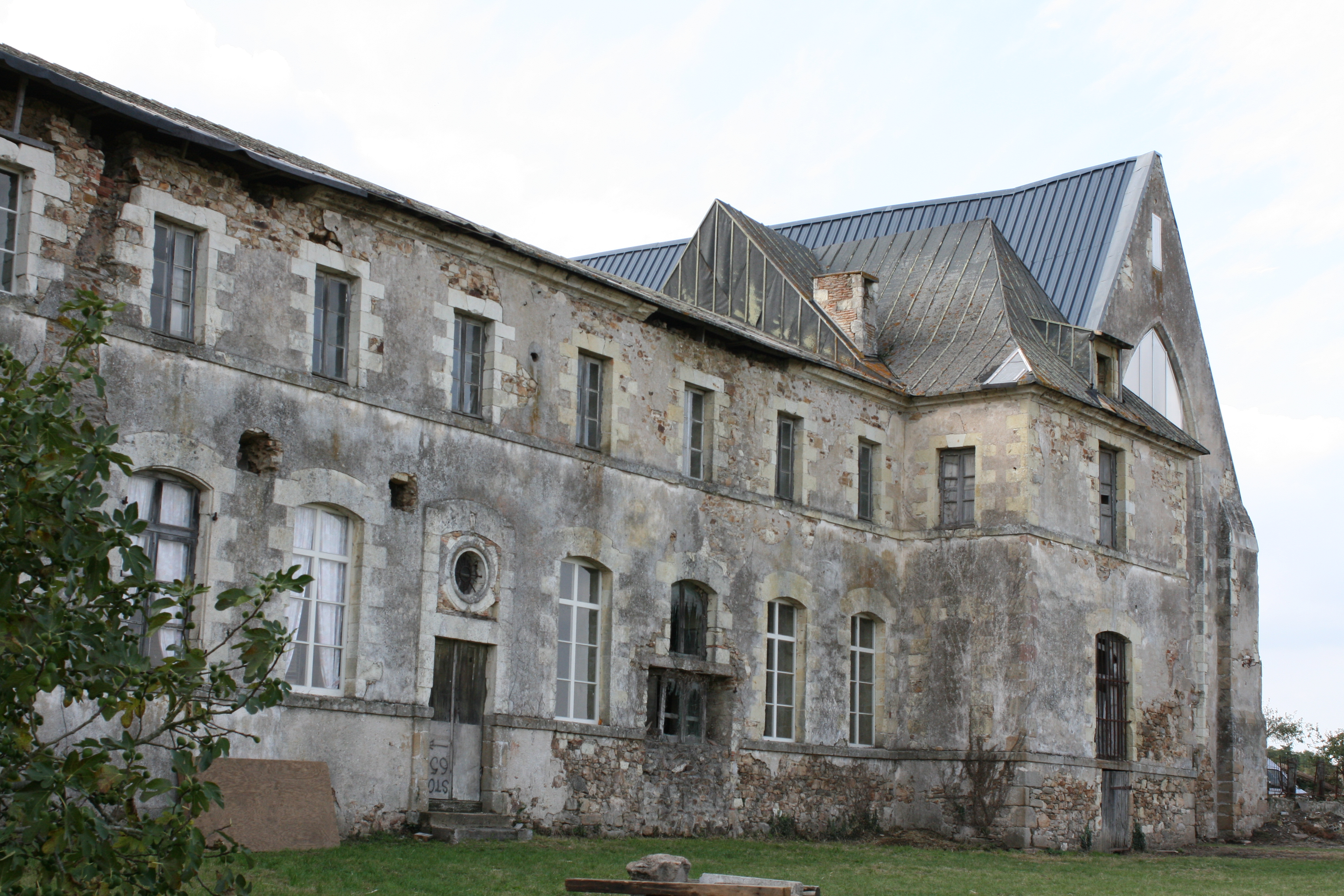
L'abbazia di Notre-Dame de Blanche-Couronne a La Chapelle-Launay, menzionata per la prima volta nel 1161.

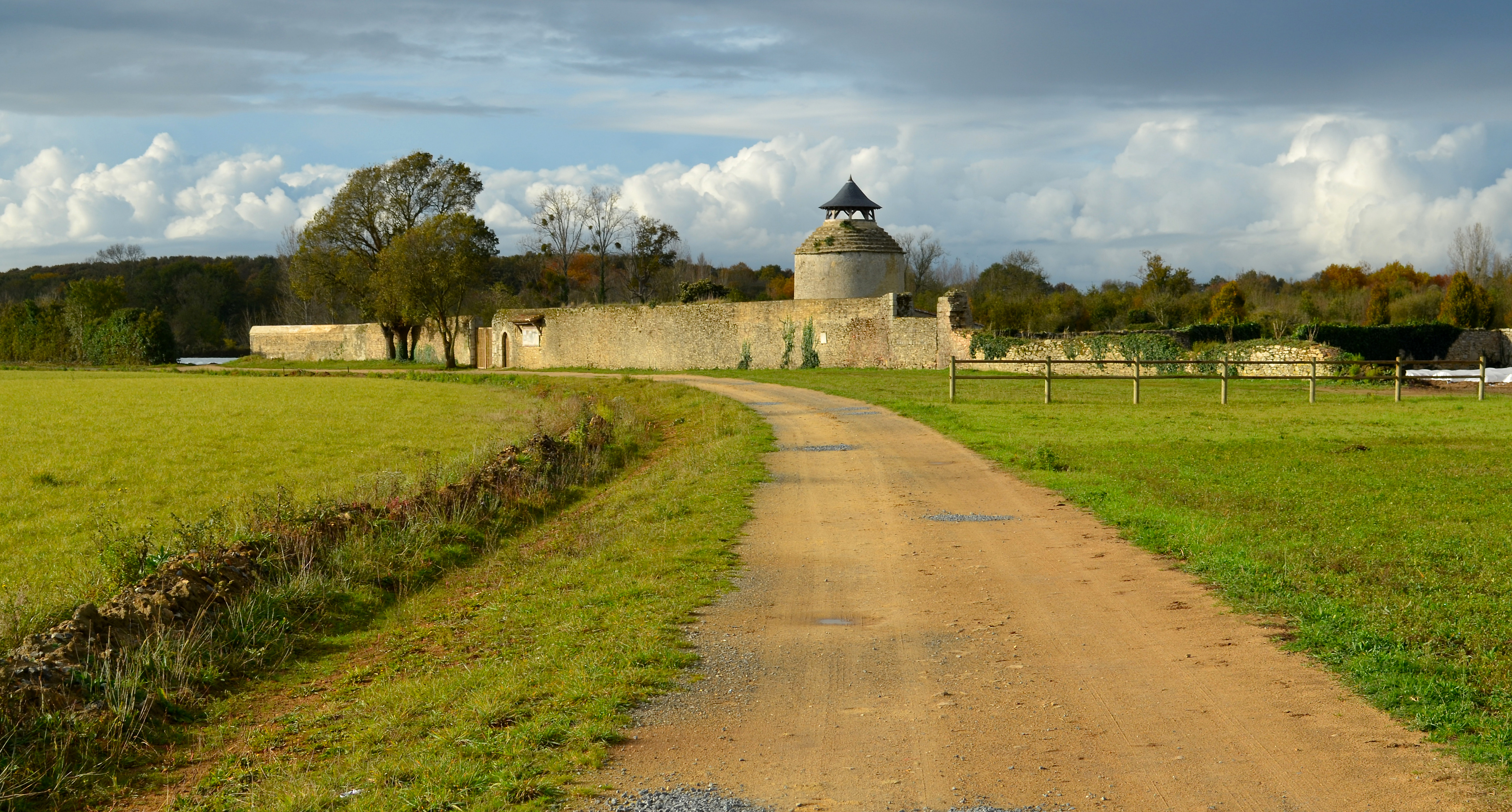
Resti dell'abbazia Notre-Dame de la Chaume a Machecoul, edificata nell'XI secolo.

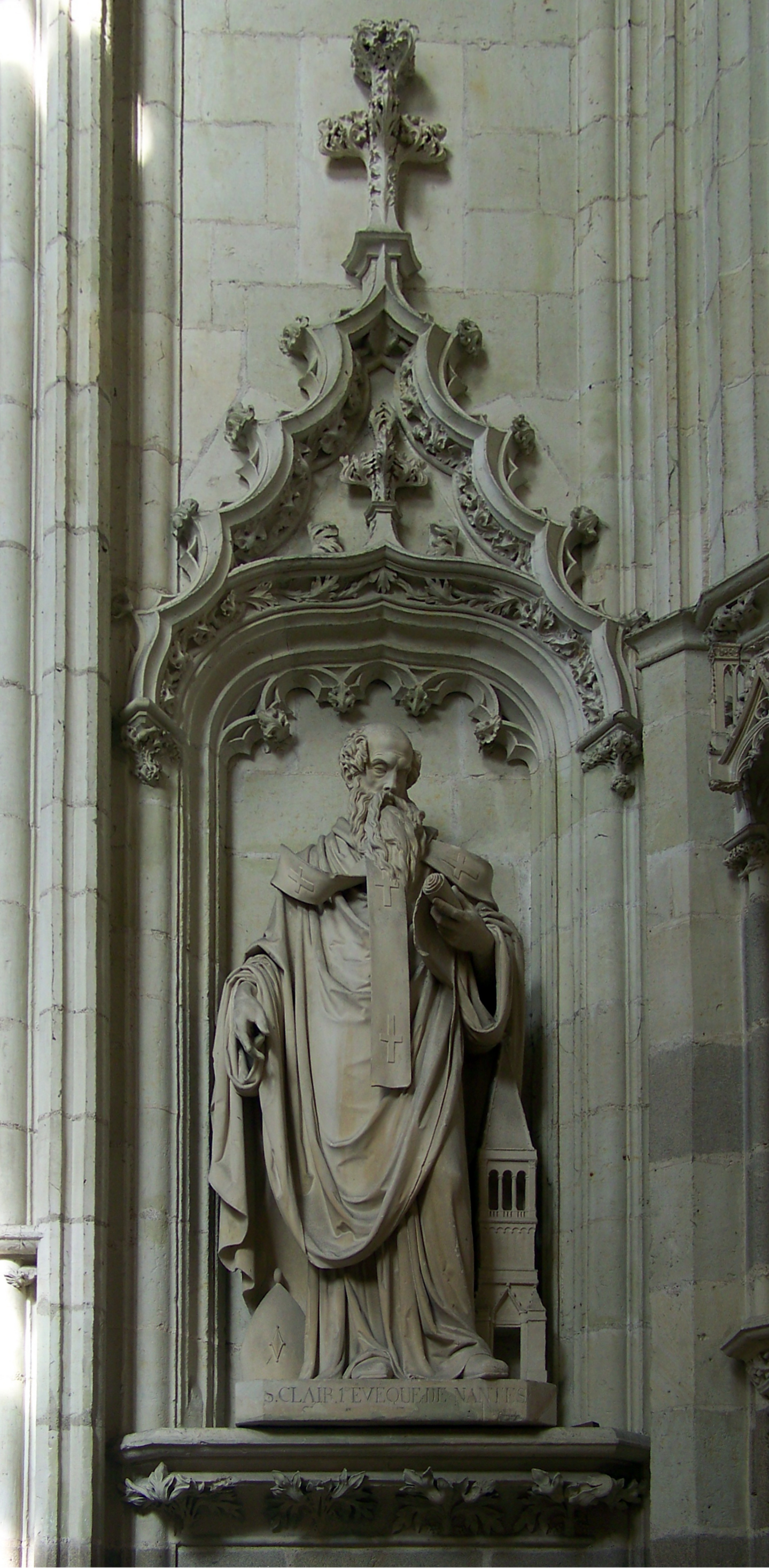
Statua di san Claro, protovescovo della diocesi, nella cattedrale Saint-Pierre.

La diocesi di Nantes (in latino Dioecesis Nannetensis) è una sede della Chiesa cattolica in Francia suffraganea dell'arcidiocesi di Rennes. Nel 2023 contava 1.088.800 battezzati su 1.474.310 abitanti. È retta dal vescovo Laurent Percerou.

## Territorio
La diocesi comprende il dipartimento francese della Loira Atlantica.
Sede vescovile è la città di Nantes, dove si trova la cattedrale dei Santi Pietro e Paolo.
Il territorio è suddiviso in 71 parrocchie, raggruppate in 12 zone pastorali.

## Storia
La diocesi fu probabilmente eretta verso la fine del III secolo. La tradizione e gli antichi cataloghi episcopali danno come protovescovo e fondatore della diocesi Claro, indicato come santo nel catalogo del monastero di Saint-Aubin del XII secolo e da un breviario nantese del 1263. Il primo vescovo conosciuto è Similiano, ricordato da Gregorio di Tours nel suo De gloria martyrum; al tempo di Clodoveo I esisteva a Nantes una chiesa intitolata a san Similiano. Invece il primo vescovo documentato storicamente è Desiderio, destinatario di una lettera del 453.
Condevicnum, capitale del popolo celtico dei Namneti, era una civitas della provincia romana della Gallia Lugdunense terza, come attestato dalla Notitia Galliarum dell'inizio del V secolo. Dal punto di vista religioso, come di quello civile, Nantes dipendeva dalla provincia ecclesiastica dell'arcidiocesi di Tours, sede metropolitana provinciale.
Verso la fine del V secolo la fondazione di nuovi monasteri marca l'evangelizzazione delle campagne, fra cui spicca per ricchezza l'abbazia di Champs Saint-Martin di Rezé.
A metà del VI secolo il vescovo san Felice si distinse per la costruzione di diverse opere pubbliche, tra cui il canale di accesso al porto che ancor oggi reca il suo nome, e l'ultimazione della cattedrale, consacrata il 30 settembre 548, che era stata incominciata da suo padre, il vescovo Eumelio.
Nel 600 fu indetto il primo concilio di Nantes. Altri importanti sinodi regionali si celebrarono nel 1127, nel 1264 e nel 1431.
Nell'VIII secolo due conti, Agateo e Amitto, che non furono mai consacrati vescovi, usurparono la sede di Nantes, unendo i titoli di conte e di vescovi; il primo è passato alla storia come un personaggio molto crudele. Secondo alcune fonti storiche, in quest'epoca vissero anche due vescovi guerrieri, Emiliano e Salvio, che si dice combatterono contro gli arabi.
Il 24 giugno 843 il vescovo san Gunardo fu massacrato insieme ai fedeli nella cattedrale di Nantes da parte dei vichinghi invasori. Una nuova incursione si ebbe nell'880, ma furono definitivamente scacciati nel 939.
Nel XII secolo si distinsero soprattutto i vescovi Brice, il cistercense Bernard d'Escoublac e Robert II, morto di ritorno da un pellegrinaggio in Terra santa, che dettero alla diocesi quella fisionomia che mantenne fino alla rivoluzione, con due arcidiaconati, Nantes e Mée, e sei decanati.
Nel XV secolo il vescovo Jean de Malestroit intraprese la ricostruzione della cattedrale. Nello stesso periodo fu istituita l'università cittadina, con diverse bolle emanate dai pontefici, di cui l'ultima quella di papa Pio II dell'8 aprile 1460.
All'epoca delle guerre di religione uno dei maggiori centri della diocesi, Châteaubriant, era apertamente protestante. Proprio a Nantes fu firmato il 13 aprile 1598 l'editto che concesse libertà di culto e alcuni diritti politici ai protestanti.
Nel contesto della controriforma cattolica, nel XVII secolo la diocesi vide la fondazione di residenze di nuove congregazioni e ordini religiosi; attorno alla metà del secolo fu istituito il seminario diocesano; nel 1680 fu fondato a Nantes un collegio per la formazione di ecclesiastici irlandesi; venne pubblicato un catechismo diocesano e furono istituite le missioni popolari; all'inizio del XVIII secolo fu presente a Nantes e nella diocesi, in periodi diversi, san Luigi Maria Grignion de Montfort.
In seguito al concordato con la bolla Qui Christi Domini di papa Pio VII del 29 novembre 1801 i confini della diocesi furono adattati a quelli del dipartimento civile. Dovette cedere porzioni del suo territorio alle diocesi di Rennes, di Vannes, di Angers e di Luçon e nel contempo incorporò alcune parrocchie che erano appartenute alle diocesi di Rennes e di Luçon.
Il XIX secolo fu l'epoca della ricostruzione dopo la rivoluzione: furono eretti 238 edifici di culto (generalmente in stile neo-romanico o neogotico) e fu organizzato un sistema di scuole cattoliche tuttora attivo.
Dopo l'approvazione della legge sulla separazione tra Stato e Chiesa del 1905 con la conseguente confisca di tutti i beni ecclesiastici, la diocesi visse momenti difficili a causa dell'assenza di mezzi finanziari.
Negli anni cinquanta del XX secolo la diocesi si diede una nuova organizzazione territoriale in arcipresbiterati e diaconati, che si mantenne fino al 2002, quando nella diocesi sono state introdotte le nuove parrocchie, accorpando più parrocchie tradizionali.
L'8 dicembre 2002, con la riorganizzazione delle circoscrizioni diocesane francesi, è entrata a far parte della provincia ecclesiastica di Rennes.
Il 2 marzo 2017 l'ex comune di Le Fresne-sur-Loire è stato ceduto alla diocesi di Angers.

## Cronotassi dei vescovi
Si omettono i periodi di sede vacante non superiori ai 2 anni o non storicamente accertati.
Sono cinque i cataloghi episcopali di Nantes, di cui il più antico risalirebbe agli inizi del X secolo; riportano tutti i medesimi nomi di vescovi e differiscono fra loro solo per alcune varianti ortografiche. Uno solo di questi riporta una serie di nomi preceduti dal termine sanctus, omesso dagli altri cataloghi.
- San Claro †
- Emio[4] †
- San Similiano †
- Eumelio †[5]
- Marzio †
- Arifio †
- Desiderio † (menzionato nel 453)
- Leone †
- Eusebio † (menzionato nel 461)
- Nunnechio I † (menzionato nel 465 circa)
- Cariundo †
- Cerunio †
- Clemazio †
- Epifanio † (menzionato nel 511)
- Sant'Eumerio (o Eumelio II)[6] † (prima del 533 - dopo il 541)
- San Felice † (circa 549 - 6 gennaio 582 deceduto)[7]
- Nunnechio II † (582 - dopo il 591)
- Eufronio † (prima del 606/609 - dopo il 614)
- Leobardo † (menzionato nel 627)
- Salapio † (prima del 632 - dopo il 650)[8]
- San Pascario † (dopo la metà del VII secolo)
- Taurino † (menzionato nel 688 o 689)[9]
- Aicone †
  - Agateo † (usurpatore)
  - Amitto † (usurpatore)[10]
- Deotmaro † (menzionato nel 757)
- Odilardo † (menzionato nel 797)
- Alanno †[11]
- Drutcario † (menzionato nell'834)
- San Gunardo † (prima di aprile 837 - 24 giugno 843 deceduto)
- Actardo[12] † (dopo settembre 843 - circa 850 deposto)
- Gislardo † (circa 850/851)
- Actardo † (circa 850/851 - dopo il 30 giugno 871 nominato arcivescovo di Tours) (per la seconda volta)
- Ermengaro † (circa 872 - dopo l'878)
- Landranno † (prima dell'886 - 5 febbraio 897 deceduto)
- Fulcherio † (prima del 900 - circa 906[13] deceduto)
- Isaia † (menzionato nel 908[14])
- Adalardo † (menzionato nel 919/920)
  - Octronno (o Esdrenno)[15] † (prima del 940 - dopo il 958) (amministratore apostolico)[16]
- Gualtiero I † (menzionato nel 960 circa)
  - Guereco † (usurpatore)
  - Giudicaele † (usurpatore)[17]
- Ugo † (menzionato nel 990)
- Hervé † (prima del 1001 - circa 1005 deceduto)
- Gautier II † (prima del 1008 - dopo il ottobre 1041)
- Budic (Benoît) † (prima del 1047 - 3 ottobre 1049 deposto)
- Airard † (1049 - 1052 deposto)
- Guérech de Cornouaille † (1052 - 30 luglio 1079 deceduto)
- Benoît de Cornouaille † (1079 - circa 1111 dimesso)[18]
- Brice † (1112 - 29 ottobre 1140 deceduto)[19]
- Itier † (1142 - 28 dicembre 1147 deceduto)
- Bernard d'Escoublac, O.Cist. † (1148 - 5 gennaio 1170 deceduto)
- Robert I † (25 dicembre 1170 - 15 gennaio 1185 deceduto)
- Artur ? †[20]
- Maurice de Blason † (1185 - 21 dicembre 1198 nominato vescovo di Poitiers)
- Geoffroi Pantin † (prima di aprile 1199 - 10 febbraio 1213 deceduto)
- Etienne de la Bruyère † (1213 - 8 febbraio 1227 deceduto)
- Clément de Châteaubriant † (1227 - 9 settembre 1227 deceduto)
- Henri † (prima di giugno 1228 - 15 ottobre 1234 o 4 febbraio 1235 deceduto)
- Robert II † (prima di agosto 1236 - 14 maggio 1240 nominato patriarca di Gerusalemme)
- Galeran † (circa 1240 - 21 settembre 1263 deceduto)[21]
- Jacques de Guérande † (gennaio 1264[22] consacrato - 7 febbraio 1267 deceduto)
- Guillaume de Vern † (1267 - 14 ottobre 1277 deceduto)
- Durand † (1278 - maggio 1292 deceduto)
- Henri de Calestrie † (1293 - 1304 deceduto)[23]
- Daniel Vigier † (settembre 1304 - 12 febbraio 1337 deceduto)
- Barnabé † (17 luglio 1338 - ? deceduto)
- Olivier Salahadin † (14 luglio 1340[24] - 24 agosto 1354 deceduto)
- Robert Paynel † (19 novembre 1354 - 23 o 26 febbraio 1366 deceduto)
- Simon de Langres, O.P. † (16 marzo 1366 - 20 ottobre 1382 nominato vescovo di Vannes)
- Jean de Montrelais † (20 ottobre 1382 - 13 settembre 1391 deceduto)
- Barnabé de Rochefort † (19 agosto 1392 - 8 agosto 1398 deceduto)
  - Bernard du Peyron 1399 - 25 agosto 1404 nominato vescovo di Tréguier) (illegittimo)
- Henri le Barbu, O.Cist. † (2 maggio 1404 - 27 aprile 1419 deceduto)
- Jean de Malestroit (Châteaugiron) † (17 luglio 1419 - 1443 dimesso)
- Guillaume II de Malestroit † (14 giugno 1443 - 1461 dimesso)
- Amauri d'Acigné † (29 marzo 1462 - 23 febbraio 1477 deceduto)
  - Jacques d'Elbiest † (1477 - 1477 deceduto) (vescovo eletto)[25]
- Pierre du Chaffault † (17 marzo 1477 - 12 novembre 1487 deceduto)
- Robert d'Espinay † (1º ottobre 1488 - agosto 1493 deceduto)
  - Cesare Borgia † (9 agosto - 4 novembre 1493 dimesso) (amministratore apostolico)
- Jean d'Espinay † (4 novembre 1493 - 25 settembre 1500 nominato vescovo di Saint-Pol-de-Léon)
- Guillaume Guégen † (25 settembre 1500 - 29 novembre 1506 deceduto)
- Robert Guibé † (29 gennaio 1507 - 30 maggio 1511 dimesso)
- François Hamon † (30 maggio 1511 succeduto - 7 gennaio 1532 deceduto)
- Louis I d'Acigné † (8 febbraio 1532 - 2 febbraio 1542 deceduto)
  - Giovanni di Lorena † (18 agosto 1542 - 19 maggio 1550 deceduto) (amministratore apostolico)
  - Carlo di Borbone-Vendôme † (1550 - 1553 dimesso) (amministratore apostolico)
- Antoine de Créqui Canaples † (15 dicembre 1553 - 14 luglio 1564 nominato vescovo di Amiens)
- Philippe du Bec † (15 ottobre 1566 - 7 gennaio 1598 nominato arcivescovo di Reims)
- Charles de Bourgneuf de Cucé † (31 agosto 1598 - 17 luglio 1617 deceduto)
  - Sede vacante (1617-1621)
- Philippe Cospéan † (13 ottobre 1621 - 28 gennaio 1636 nominato vescovo di Lisieux)
- Gabriel de Beauvau de Rivarennes † (18 febbraio 1636 - 16 gennaio 1668 dimesso)
- Gilles de La Baume le Blanc de la Valière † (16 gennaio 1668 - 10 giugno 1679 dimesso)
- Gilles-Jean-François de Beauvau † (17 luglio 1679 - 6 settembre 1717 deceduto)
- Louis de La Vergne-Montenard de Tressan † (8 giugno 1718 - 14 febbraio 1724 nominato arcivescovo di Rouen)
- Christophe-Louis Turpin de Crissé de Sanzay † (27 settembre 1724 - 29 marzo 1746 deceduto)
- Pierre Mauclerc de la Musanchère † (19 settembre 1746 - 1º aprile 1775 deceduto)
- Jean-Auguste Frétat de Sarra † (11 settembre 1775 - 20 settembre 1783 deceduto)
- Charles-Eutrope de La Laurancie † (15 dicembre 1783 - 29 novembre 1801 deposto)[26]
- Jean-Baptiste Duvoisin † (25 luglio 1802 - 9 luglio 1813 deceduto)
  - Sede vacante (1813-1817)
- Louis-Jules-François-Joseph d'Andigné de Mayneuf † (1º ottobre 1817 - 2 febbraio 1822 deceduto)
- Joseph-Michel-Jean-Baptiste-Paul-Augustin Micolon de Guérines † (27 settembre 1822 - 12 maggio 1838 deceduto)
- Jean-François de Hercé † (12 maggio 1838 succeduto - 29 novembre 1848 dimesso)
- Antoine-Matthias-Alexandre Jacquemet † (2 aprile 1849 - 9 dicembre 1869 deceduto)
- Félix Fournier † (27 giugno 1870 - 9 giugno 1877 deceduto)
- Jules François Lecoq † (20 agosto 1877 - 25 dicembre 1892 deceduto)
- Auguste-Léopold Laroche † (19 gennaio 1893 - 18 dicembre 1895 deceduto)
- Pierre-Emile Rouard † (25 giugno 1896 - 19 febbraio 1914 deceduto)
- Eugène-Louis-Marie Le Fer de la Motte † (28 maggio 1914 - 8 luglio 1935 dimesso[27])
- Jean-Joseph-Léonce Villepelet † (20 agosto 1936 - 2 luglio 1966 dimesso[28])
- Michel-Louis Vial † (2 luglio 1966 - 15 aprile 1982 ritirato)
- Emile Marcus, P.S.S. (15 aprile 1982 - 7 maggio 1996 nominato arcivescovo coadiutore di Tolosa)
- Georges Pierre Soubrier, P.S.S. (10 ottobre 1996 - 8 luglio 2009 ritirato)
- Jean-Paul James (8 luglio 2009 - 14 novembre 2019 nominato arcivescovo di Bordeaux)
- Laurent Percerou, dall'11 agosto 2020

## Statistiche
La diocesi nel 2023 su una popolazione di 1.474.310 persone contava 1.088.800 battezzati, corrispondenti al 73,9% del totale.
| anno | popolazione | popolazione | popolazione | presbiteri | presbiteri | presbiteri | presbiteri                | diaconi | religiosi | religiosi | parrocchie |
| anno | battezzati  | totale      | %           | numero     | secolari   | regolari   | battezzati per presbitero | diaconi | uomini    | donne     | parrocchie |
| ---- | ----------- | ----------- | ----------- | ---------- | ---------- | ---------- | ------------------------- | ------- | --------- | --------- | ---------- |
| 1949 | 550.000     | 665.064     | 82,7        | 1.087      | 937        | 150        | 505                       |         | 220       | 3.700     | 277        |
| 1970 | 800.000     | 861.452     | 92,9        | 1.115      | 985        | 130        | 717                       |         | 460       | 3.150     | 299        |
| 1980 | 860.000     | 968.800     | 88,8        | 946        | 848        | 98         | 909                       |         | 484       | 2.547     | 295        |
| 1988 | 860.000     | 1.001.000   | 85,9        | 789        | 681        | 108        | 1.089                     | 3       | 462       | 2.031     | 294        |
| 1999 | 971.000     | 1.072.000   | 90,6        | 758        | 673        | 85         | 1.281                     | 22      | 316       | 1.392     | 293        |
| 2000 | 967.000     | 1.100.000   | 87,9        | 741        | 661        | 80         | 1.304                     | 24      | 320       | 1.254     | 293        |
| 2001 | 1.050.000   | 1.134.266   | 92,6        | 687        | 612        | 75         | 1.528                     | 25      | 319       | 1.312     | 293        |
| 2002 | 1.049.266   | 1.134.266   | 92,5        | 594        | 507        | 87         | 1.766                     | 27      | 326       | 1.282     | 293        |
| 2003 | 1.049.266   | 1.134.266   | 92,5        | 534        | 478        | 56         | 1.964                     | 31      | 300       | 1.364     | 293        |
| 2004 | 1.049.000   | 1.134.266   | 92,5        | 529        | 479        | 50         | 1.982                     | 33      | 280       | 1.141     | 285        |
| 2013 | 912.172     | 1.303.103   | 70,0        | 402        | 352        | 50         | 2.269                     | 51      | 234       | 815       | 79         |
| 2016 | 1.008.217   | 1.364.453   | 73,9        | 364        | 310        | 54         | 2.769                     | 55      | 209       | 754       | 75         |
| 2019 | 1.045.000   | 1.415.805   | 73,8        | 308        | 260        | 48         | 3.392                     | 64      | 193       | 649       | 73         |
| 2021 | 1.064.600   | 1.441.302   | 73,9        | 280        | 232        | 48         | 3.802                     | 69      | 181       | 575       | 73         |
| 2023 | 1.088.800   | 1.474.310   | 73,9        | 260        | 210        | 50         | 4.187                     | 73      | 163       | 453       | 71         |